# Szprycha

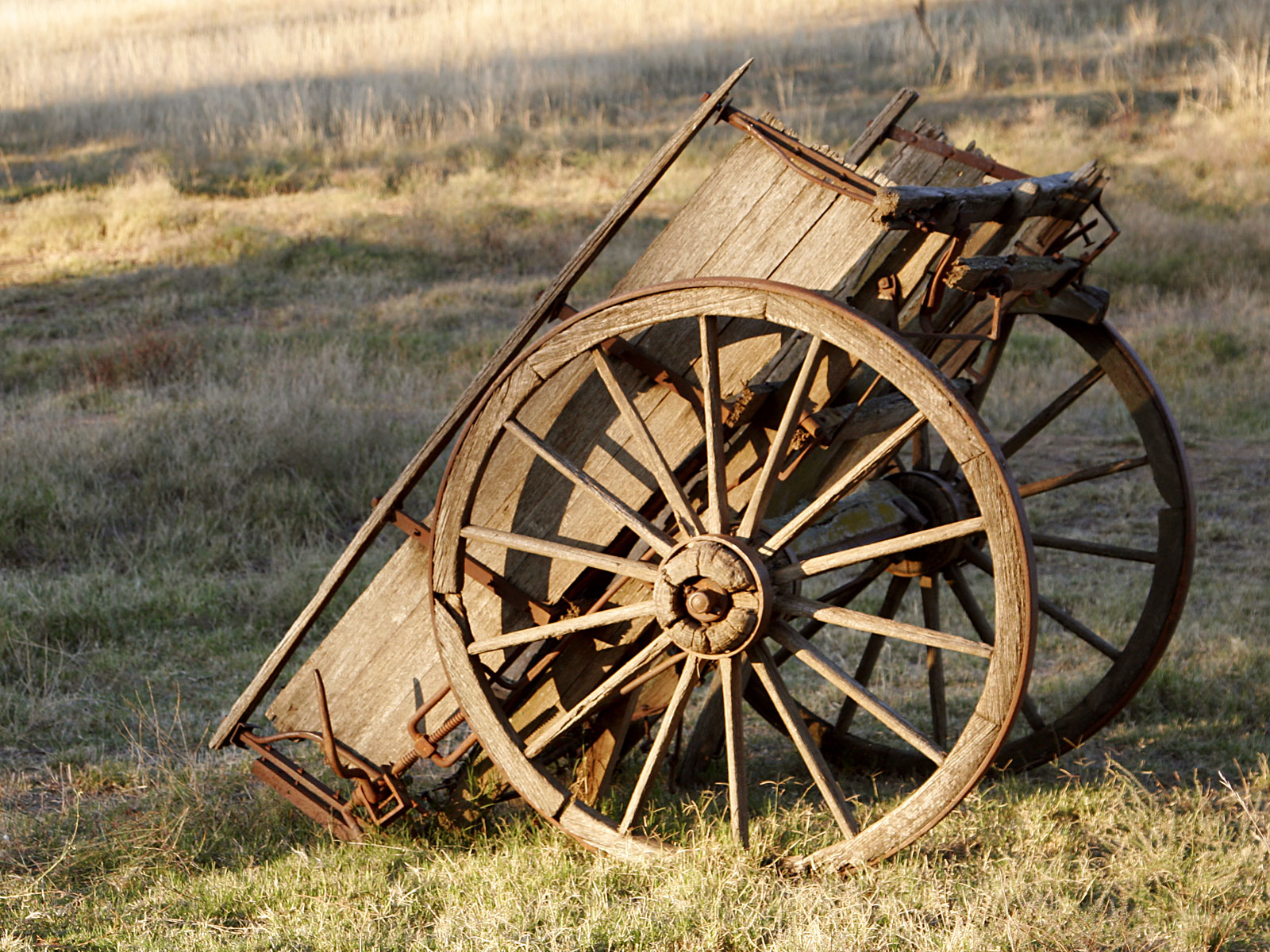
Koło szprychowe

Szprycha – również ramię koła, element (pręt) łączący piastę z wieńcem koła.
Wynalazek koła szprychowego przypisywany jest czasami indoeuropejskim Hetytom (na ich pieczęciach widnieją koła z czterema szprychami, ich szerokie zastosowanie w lekkich wozach bojowych (rydwanach) prawdopodobnie przyczyniło się do sukcesów militarnych Ariów).

## Szprycha rowerowa

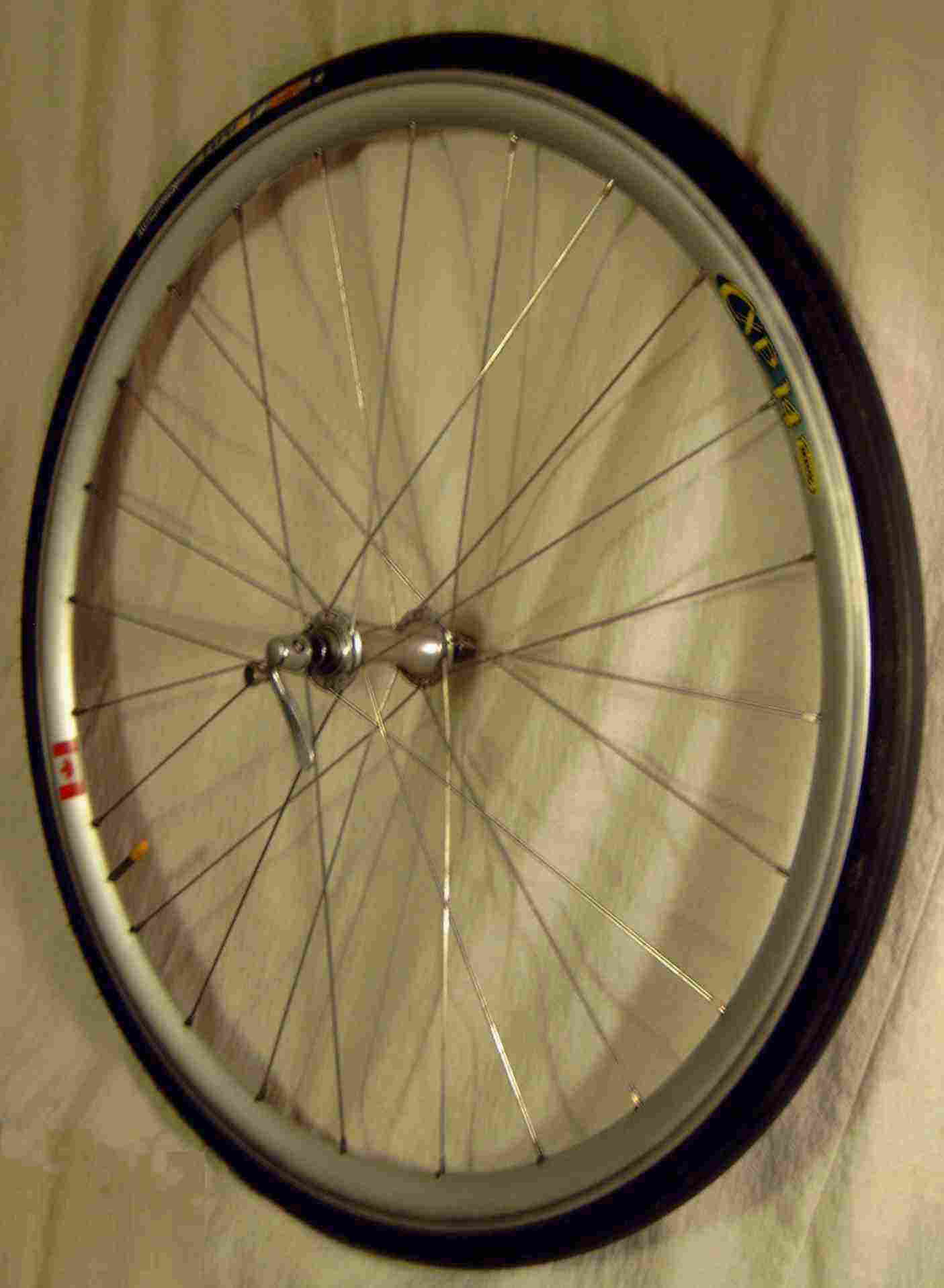
Koło od roweru ze sprzychami

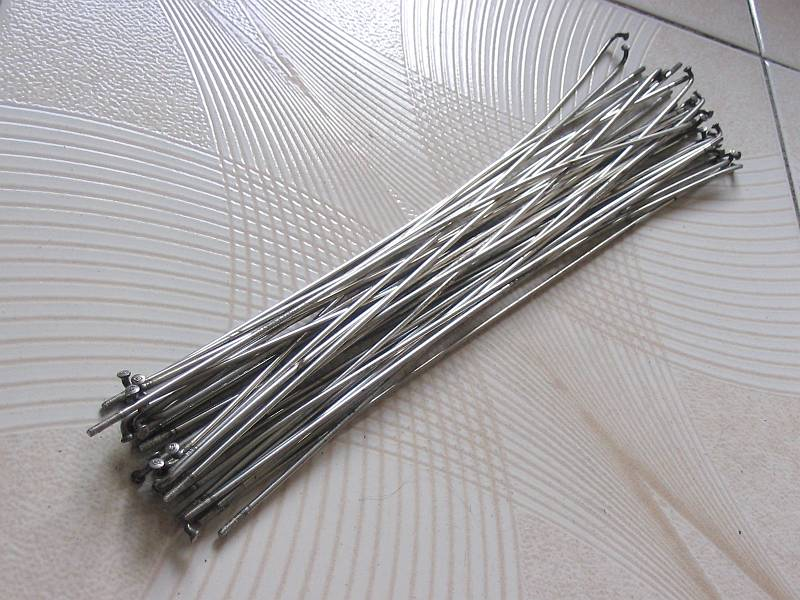
Szprychy DT Swiss Champion

Część koła rowerowego, cienki drut, który łączy piastę z obręczą.
Szprycha jest zakrzywiona i zakończona tzw. łebkiem na jednym końcu, a z drugiej strony nagwintowana. Łebek przeplata się przez otwory w kołnierzu piasty, zaś gwintowany, prosty koniec łączy się z otworami w obręczy za pomocą nypli.

### Materiały i sposób produkcji
Pierwsze rowery były wyposażone w drewniane szprychy, jednak koła zbudowane na nich okazały się zbyt ciężkie. Lepszym rozwiązaniem okazały się szprychy wykonane ze stali. Przez wiele dziesięcioleci XX wieku pokrywano je chromem w celu ochrony przed korozją. Obecnie takie szprychy można spotkać już tylko w najtańszych rowerach, podczas gdy powszechnie stosuje się stal nierdzewną jako optymalny materiał do tego zastosowania. Niektóre firmy rowerowe do produkcji szprych używają też stopów aluminium (Mavic), tytanu (Marwi) lub włókien węglowych (CarbonSports).
Szprychy są wytwarzane z ciągnionego na zimno drutu dostarczanego z huty. Na jednym z końców jest walcowany gwint, a później na drugim odkuwany i zaginany łebek. Wszystkie procesy są przeprowadzane na zimno, przez co nie ma potrzeby dodatkowej obróbki termicznej w celu podniesienia wytrzymałości drutu. Do otrzymania szprych cieniowanych lub aero potrzeba dodatkowej obróbki plastycznej.

### Wymiary i rodzaje szprych
Średnice szprych wynoszą od 1,5 mm do 2,35 mm, przy czym większość kół jest budowana na szprychach 2 mm. Można spotkać trzy rodzaje szprych:
1. Szprychy Zwykłe (Jedna Średnica):
  - Mają tę samą średnicę na całej długości.
  - Uniwersalne, idealne do rekreacyjnej jazdy, w tym po mieście, górach, lesie czy na asfalcie.
2. Szprychy Cieniowane:
  - Mniejsza średnica w środkowej części niż na końcówkach, co redukuje ich masę.
  - Preferowane przez osoby dążące do zmniejszenia masy roweru, często wybierane przez amatorów jazdy na szosie lub entuzjastów XC (Cross-Country).
3. Szprychy Aerodynamiczne:
  - Środkowa część pręta jest spłaszczona, zmniejszając opór powietrza.
  - Wybierane przez zawodowych kolarzy w profesjonalnych wyścigach, idealne do kół aero.[3]

Długość szprych zależy od rozmiaru koła, rodzaju użytej obręczy i piasty oraz od sposobu przeplatania. Dostępne w handlu szprychy mają od około 14 do 32 cm.

### Sposoby zaplotu
W kole umieszcza się od 16 do 48 szprych, przy czym najczęściej spotykana liczba to 32 lub 36. Szprychy zaplata się na kole na kilka różnych sposobów, z których najpopularniejsze są:
- na krzyże – każda szprycha krzyżuje się z innymi, np. w zaplocie na 3 krzyże, każda szprycha krzyżuje się (przecina) z 3 innymi znajdującymi się po tej samej stronie koła;
- na słoneczko – szprychy układają się po promieniu koła, biegnąc od piasty do obręczy bezpośrednio bez żadnych skrzyżowań.

Optymalna liczba skrzyżowań, czyli taka, przy której szprychy biegną możliwie jak najbliżej stycznej do kołnierza piasty, zależy od liczby szprych: 2 krzyże dla 24/28 szprych, 3 dla 32, 3 lub 4 dla 36, 4 dla 40, 5 dla 48. Zaplot na słoneczko nie nadaje się do kół, w których szprychy przenoszą moment obrotowy (koła napędowe i koła wyposażone w hamulce mocowane do piasty (hamulce tarczowe, bębnowe i rolkowe)) z powodu zbyt wielkich naprężeń szprych i kołnierzy piast.

### Producenci
Najbardziej znani producenci szprych (w nawiasach oznaczenia znajdujące się zwykle na łebkach): DT Swiss (DT), Alpina-ACI (S), Sapim (SAP), Nirosta (N), Mach1 (trójkąt), Richman (R), Wheelsmith (W), Hoshi (H) i CNspoke.